# Lommagylet (Ringamåla socken, Blekinge)
Lommagylet är en sjö i Karlshamns kommun i Blekinge och ingår i Mörrumsåns huvudavrinningsområde.